# Junichi Suwabe
Junichi Suwabe (諏訪部 順一, Suwabe Jun'ichi) (Tóquio, 29 de Março de 1972) é um seiyū japonês. Ele trabalha para a Haikyo.

## Notable voice roles

### Anime and OVAs
- Amatsuki (Bonten)
- Bakuman (Fukuda Shinta)
- Barakamon (Kawafuji)
- Brothers Conflict (Asahina Kaname)
- Black Clover (Yami Sukehiro)
- Bleach (Grimmjow Jaegerjaques)
- Blood+ (Van Argeno)
- Catscratch (Waffle)
- Chobits (Yoshiyuki Kojima)
- DearS (Hirofumi Nonaka)
- Demashita! Powerpuff Girls Z (Michel/Great Michel)
- Dragonaut -The Resonance- (Gio)
- Fairy Tail (Freed Justine)
- Fate/stay night (Archer)
- Fullmetal Alchemist (Greed)
- Gad Guard (Katana)
- Gravion Zwei (Alex Smith)
- Great Teacher Onizuka (Koji Fujiyoshi)
- High School of the Dead (Komuro Takashi)
- Jojo's Bizarre Adventure (Leone Abbacchio)
- Jujutsu Kaisen (Sukuna)
- Last Order: Final Fantasy VII (Tseng)
- Lovely Complex (Kuniumi Maitake)
- Mobile Suit Gundam SEED Destiny (Sting Oakley)
- No Gun's Life (Inui Juuzo)
- Karin (Ren Maaka)
- Kuroshitsuji (Undertaker)
- Konjiki no Gash Bell!! (Fleet)
- Koutetsu Sangokushi (Kannei Kouha)
- Kuroko no Basuke 1 e 2 (Aomine daiki)
- Monochrome Factor (Shirogane)
- Nabari no O (Shiimizu Raikou)
- Nana (Takakura Kyousuke)
- Naruto (Seimei)
- Peacemaker Kurogane (Toshimaro Yoshida)
- Saint Seiya Omega (Eden Orion)
- Saiunkoku Monogatari (Sa Soujun)
- Shakugan no Shana (Friagne)
- Shōnen Onmyōji (Enoki Ryuusai)
- Sky Girls (Zin Hizaki)
- Someday's Dreamers (Masami Oyamada)
- Tenchi Muyo! Ryo-Ohki (Nakita Kuramitsu)
- Trinity Blood (Cain Nightroad)
- The Prince of Tennis (Keigo Atobe)
- Rental Magica (Ren Nekoyashiki)
- Transformers Galaxy Force (Tim)
- Vampire Knight (Akatsuki Kain)
- X/1999 (Monou Fuuma)
- Yuri!!! on Ice (Victor Nikiforov)
- Zombie-Loan (Reiichirou Shiba)
- Ushio to Tora (Shinno)
- Uta no Prince-Sama (Jinguji Ren)

### Video games
- 12Riven ―the Ψcliminal of integral― (Ōtemachi)
- Ar tonelico II (Chestar Lu Whinoah)
- Bleach: Heat the Soul 4 (Grimmjow Jeagerjaques)
- Bleach Wii: Hakujin Kirameku Rondo (Grimmjow Jeagerjaques)
- Crisis Core: Final Fantasy VII (Tseng)
- Final Fantasy X/Final Fantasy X-2 (Seymour Guado, Jassu, Zanar, Hypello)
- Guilty Gear XX Accent Core (Venom)
- Mega Man Zero 3 (Omega)
- Mega Man ZX (Omega)
- Tengen Toppa Gurren Lagann (Cave Nilga)

### Outros
- Final Fantasy VII Advent Children (Tseng)
- Ouran High School Host Club Drama CD (Kyoya Ootori)
- Vampire Knight Drama CD (Akatsuki Kain)
- 07-Ghost Drama CD ([Frau])
- Shinshi Doumei Cross Drama CD (Shizumasa Tōgū)